# Concerto grosso

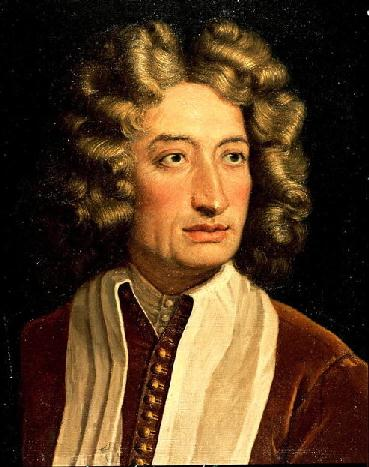
Arcangelo Corelli, primo compositore di rilievo a usare la dicitura di "concerto grosso".

Il concerto grosso è una forma di concerto della musica barocca italiana in cui il materiale musicale è trattato in un dialogo fra due sezioni di diversa dimensione, ovvero un piccolo gruppo di solisti, detto concertino o soli, e l'intera orchestra, detta ripieno. Il concertino è composto, di norma, come nella sonata a tre, da due violini e basso continuo. Il concerto grosso è il gruppo completo degli archi - ovvero violini, divisi normalmente in due parti, una o due parti di viole, violoncelli e contrabbassi - insieme a uno o più strumenti che realizzano il basso continuo - clavicembalo, organo, arpa, arciliuto, tiorba o altri ancora. In particolare, in Corelli è costante la scelta di un concertino formato da due violini e un violoncello e, come ripieno, di una sezione di archi, entrambi accompagnati dal basso continuo nelle combinazioni già citate. L'originale organico lo differenzia dunque dall'altro più comune genere di concerto, ovvero quello per strumento solo, in cui un singolo solista è accompagnato dall'orchestra. Il concerto solistico, che si afferma sempre di più nella seconda metà del Settecento e poi nell'Ottocento, non è altro che il risultato del progressivo assottigliarsi del concertino fino a comprendere un solo strumento.
Per quanto riguarda la struttura, come nella sonata barocca, nel concerto grosso si alternano tempi lenti e veloci, in totale generalmente quattro, con la predilezione corelliana per la formula lento-veloce-lento-veloce. L'andamento dialogico degli episodi musicali dei singoli movimenti alterna le frasi fra le sezioni: il concertino può ad esempio proporre un tema che nel tutti è variato o sviluppato, creando il tipico effetto di alternanza dinamica tra piano e forte. Nei concerti grossi di Corelli, molti movimenti (quasi tutti quelli veloci e alcuni di quelli lenti) sono divisi in due frasi ripetute e, in quelli da camera, sono molto frequenti i ritmi di danza (evidenziandone così l'origine dalla suite di danze). Nel concerto grosso, come nella sonata a tre, i due violini del concertino si trovavano in condizione di pari dignità, limitandosi a duettare tra loro. Col tempo il primo violino prende il sopravvento, anche grazie al rafforzamento tecnico dello strumento, trasformandosi in una vera e propria parte solistica, contrapposta al tutti, e dando vita al cosiddetto concerto a solo. Quest'ultimo rappresenta l'archetipo da cui si è evoluto il concerto vero e proprio, quello, cioè, basato sul dialogo tra uno strumento solista e un complesso strumentale, generalmente l'orchestra.
La distinzione che esiste fra il concerto da chiesa, non necessariamente di uso liturgico, formale e che alterna tempi lenti (largo o adagio) e veloci (allegro), e il concerto da camera, destinato all'intrattenimento in un contesto profano, strutturato come una suite, eventualmente introdotto da un preludio e accompagnato da episodi di danze popolari, è la stessa che intercorre fra sonata da chiesa e sonata da camera. Il concerto grosso fu comunque sempre di carattere nobile, spesso preludio alle messe e la suddetta differenza scomparve col tempo.
In tutte le lingue viene usata la designazione italiana del concerto, in quanto originale.

## Storia
Il concerto grosso si sviluppò nel tardo Seicento, nonostante inizialmente non avesse questo nome. 
Il termine concerto grosso indica una prassi in uso nella musica sacra del XVII secolo, che prevede la suddivisione delle voci e degli strumenti in due gruppi: uno formato da pochi e scelti solisti, detto "concertino"; l'altro formato da un più numeroso gruppo vocale e /o strumentale, detto "concerto grosso". Benché tale prassi in uso nell'Italia del nord sia descritta da Ludovico Viadana nei suoi Salmi a quattro cori (1612), dalla metà del Seicento circa, essa fu utilizzata nella musica sacra per soli e coro di ripieno, anche in altri centri italiani. In seguito tale genere di scrittura fu applicato anche agli accompagnamenti strumentali delle arie, dividendo gli strumenti in "Soli", nella concertazione con la voce, e "Tutti" nei ritornelli a inizio e fine strofa, come si vede per esempio nella musica di Alessandro Stradella e Bernardo Pasquini.
Verso il 1680 o poco prima la prassi fu introdotta nella musica strumentale da Arcangelo Corelli, che la sperimentò essendo spesso chiamato a dirigere, come primo violino, orchestre molto più grandi dell'ordinario, di 50, 100 e perfino 150 elementi. I concerti composti da Corelli nell'arco di un trentennio furono da lui dati alle stampe nella raccolta Concerti grossi, op.6, uscita postuma ad Amsterdam nel 1714.  Nei suoi aspetti strutturali il concerto grosso richiama l'organizzazione in più movimenti della coeva sonata a tre, anche nella suddivisione nei due generi "da chiesa" e "da camera". 

I primi esempi di concerto grosso dati alle stampe sono le Sonate della raccolta Armonico tributo di Georg Muffat del 1682, che potevano essere suonate a cinque parti o da più strumenti, suddivisibili in concertino e concerto grosso, secondo la prassi di Corelli, già in uso a quel tempo, che Muffat aveva sperimentato di persona a Roma nel 1680-81. Il primo specifico uso della denominazione in un titolo a stampa risale invece alla pubblicazione a Lucca nel 1698 dell'Op. 2 di Giovanni Lorenzo Gregori. I suoi 10 Concerti grossi a più strumenti, 2 violini concertati, con i ripieni, se piace, alto viola, arcileuto o violoncello, con il basso per l'organo, in quanto a stile compositivo, sono in realtà sonate a 3 da chiesa cui viene aggiunto il ripieno. Gregori non vi apporta nuove soluzioni rispetto ai contemporanei, tanto che Arnold Schering definisce questi concerti, forse ingiustamente, "thematisch und geigerisch höchst uninteressant" ("assolutamente insignificanti sotto l'aspetto tematico e della scrittura violinistica", cit. in 'Die Musik in Geschichte und Gegenwart', col. 784). Il termine "grossi" quindi si riferisce al tutti orchestrale in opposizione ai due violini concertati. È tuttavia significativo il fatto che nel quarto concerto sia stampata separatamente la parte del tutti per i primi violini, poiché apre la possibilità a una relazione più complessa fra solisti e ripieno.
Il primo compositore di fama a usare il termine "concerto grosso" fu, dunque, Arcangelo Corelli, collega e conoscente di Stradella, che potrebbe essere giunto alla più nota configurazione di concertino e ripieno attorno al 1680. Dopo la morte del musicista, fu pubblicata ad Amsterdam la raccolta dei suoi dodici Concerti grossi op. 6 (precisamente otto da chiesa, fra cui quello celeberrimo fatto per la notte di Natale, e quattro da camera); forse selezione di una più ampia collezione di composizioni. Non molto dopo, allievi di Corelli quali Francesco Geminiani e Pietro Antonio Locatelli scrissero concerti nel suo stile. L'Op. 6 si impose presto come modello, sebbene lo fosse anche prima della pubblicazione, perché nota già nel diciassettesimo secolo, per la scrittura di innumerevoli autori rimasti famosi o meno, fra i quali Giuseppe Tartini, Giuseppe Valentini ed Evaristo Felice Dall'Abaco. La sua grande diffusione europea ebbe influenza anche su Tomaso Albinoni con l'Op. 2 del 1700, Giuseppe Torelli con l'Op. 8 del 1709 e Georg Friedrich Händel con l'Op. 3 e l'Op. 6 pubblicate fra il 1734 e il 1740. Händel aggiunse al ripieno i fiati, e in particolare gli oboi. I concerti grossi di Albinoni potrebbero avere ispirato Johann Sebastian Bach nella scrittura del suo terzo concerto brandeburghese, ma è comunque notevole come diversi concerti brandeburghesi ricordino vagamente la forma del concerto grosso, uno fra tutti il secondo, con un concertino di flauto dolce, oboe, tromba e violino. Alla capillare eredità corelliana si aggiunge una parte dell'opera del veneziano Antonio Vivaldi, in contatto con le coeve novità stilistiche introdotte dal compositore romagnolo. La fondamentale influenza di Corelli nello sviluppo del concerto grosso è dovuta all'importanza e alla perfezione artistica che egli riuscì a fargli acquisire, nonché al nobile e ricco descrittivismo musicale di cui iniziavano a colorarsi, con la dovuta relativizzazione storica, talune composizioni.
Il concerto grosso fu sostituito nel tardo Settecento, dopo un lento e lungo declino durante tutta la seconda metà del secolo, dal concerto solista, dalla sinfonia concertante e dalla stessa sinfonia classica, per cui non apparvero nuovi esempi di tale forma per oltre un secolo, sebbene, ad esempio, il Doppio Concerto in la minore op. 102 di Johannes Brahms, per violino, violoncello e orchestra, sia chiaramente ispirato all'antica forma del concerto grosso. Nel XX secolo il concerto grosso fu ripreso da compositori quali Igor' Stravinskij, Béla Bartók, Giorgio Federico Ghedini, Ernest Bloch, Ralph Vaughan Williams, Bohuslav Martinů, Malcolm Williamson, Henry Cowell, Mieczysław Weinberg, Alfred Schnittke, William Bolcom, Heitor Villa-Lobos, Andrei Eshpai, Eino Tamberg, Krzysztof Penderecki, Jean Françaix e Philip Glass. Inoltre, l'Introduzione e Allegro per quartetto e orchestra d'archi, Op. 47 del postromantico Edward Elgar è orchestrata in modo molto simile a un concerto grosso. Da menzionare al riguardo pure la Sesta Sinfonia di Gian Francesco Malipiero, sottotitolata "degli archi" per via dell'organico strumentale, la cui nota esplicativa dell'autore specifica "Scritta nel 1947 è pure la Sesta Sinfonia (degli archi) che potrebbe forse sembrare un concerto grosso se nella struttura non presentasse le stesse caratteristiche delle altre sei sinfonie."  